# Microsoft Online Services
Microsoft Online Services es un software de Microsoft para ofrecer software y un componente de su estrategia de software más servicios.

## Componentes
- Microsoft Exchange
- Microsoft SharePoint
- Microsoft Office Communications Server
- Microsoft Office Live Meeting
- Microsoft Dynamics CRM